# Мендельсон, Морис Осипович
Морис О́сипович Мендельсо́н (1 апреля [14 апреля] 1904, Екатеринослав, Российская империя — 21 декабря 1982 года, г. Москва, СССР), советский ученый-американист, критик и литературовед, литератор. Доктор филологических наук (1957), профессор (1959).

## Биография
Родился в г. Екатеринославе, окончил гимназию (1921).
В 1922 году выехал в США. Вступил в Коммунистическую партию США[страница не указана 2108 дней]. В 1926 году окончил факультет общественных наук Городского колледжа Нью-Йорка, некоторое время работал в АМТОРГе заведующим отдела печати; публиковал свои стихи в журнале «Новый мир», встречался с Владимиром Маяковским, Сергеем Есениным, Айседорой Дункан.
В 1931 году вернулся в Советский Союз. В 1932—1940 годах был ответственным редактором журнала «Новая техника».
С 1939 года Мендельсон преподавал историю английской и американской литературы в московских вузах. В 1939 году преподавал в Высшей партийной школе (ВПШ).
В 1940—1941 годах был заведующим кафедрой иностранного языка Московского автомобильно-дорожного института (МАДИ), доцент (с 5 июля 1941 года).
После начала Великой Отечественной войны пошел на фронт, но был отозван для работы во Всесоюзном Радиокомитете начальником англо-американского отдела, затем работал в качестве политического обозревателя. В 1945 году участвовал в переговорах Георгия Жукова и Дуайта Эйзенхауэра.
С 1946 года Мендельсон преподавал в Московском государственном педагогическом институте иностранных языков (МГПИИЯ). Читал лекции на английском языке. По воспоминаниям правнука, «его студенты получали возможность послушать тексты Твена и Уитмена на языке оригинала. Он представлял им американскую речь, американский вариант английского языка, Америку глазами Твена и Уитмена. Для прадедушки они были основателями национальной традиции и американской литературы, именно эту идею он развивал на своих спецкурсах. Тот же Твен в исполнении моего прадедушки звучал потрясающе интересно, студенты лучше понимали смысл юмора Марка Твена». Соредактор 12-томного собрания сочинений Марка Твена (1959—1961, с А. А. Елистратовой и А. И. Старцевым).
13 июня 1955 года на вечере в Большом Зале Московской консерватории к 100-летию со дня выхода «Листьев травы» Мендельсон и К. И. Чуковский выступили с докладами о творчестве У. Уитмена.
С 1960 — старший научный сотрудник, руководитель группы «История литературы США» в Институте мировой литературы (ИМЛИ).
Мендельсон — один из наиболее крупных исследователей творчества Марка Твена, Уолта Уитмена, Скотта Фицджеральда, Синклера Льюиса, Джона Стейнбека, Альберта Мальца, Уильяма Фолкнера, Джона Апдайка, Лэнгстона Хьюза, Ирвина Шоу и др. в Советском Союзе. Автор около 200 статей об американской литературе. Участник и редактор сборников «Современная литература США» (1962), «Проблемы истории литературы США» (1964), «Современное литературоведение США. Споры об американской литературе» (1969) и др. 
По воспоминаниям, «в условиях холодной войны его книги помогали помнить о демократическом наследии американской литературы и сохранять и развивать дружеские чувства по отношению к американскому народу. Он оставался другом и поклонником Америки до конца своих дней».
- Первая жена — Вера Ионовна Лимановская. Дети: сын Михаил (род. 1930, Нью-Йорк), врач-нефролог и дочь Наташа.
- Вторая жена — Галина Николаевна Знаменская (1916—2012) была известным литературоведом−германистом и переводчиком, проработавшим в  Московском государственном педагогическом институте иностранных языков (МГПИИЯ, позже МГЛУ) более 60 лет, специализировалась по истории  немецкой литературы; свои лекции читала на  немецком языке.  С 1966 года семья проживала в  Москве по адресу:  Ленинградское шоссе, дом 112, корпус 3, кв. 720 (жилищный кооператив "Высшая школа").

Похоронен в Москве на Головинском кладбище.

## Основные работы
Книги
- Много хлеба (1933) — повесть о российских эмигрантах в Нью-Йорке
- Марк Твен (1939 - "Марк Твэн"), 1958, 1964) — серия «Жизнь замечательных людей».
- Уолт Уитмен (1954)
- Современный американский роман (1964)
- Жизнь и творчество Уитмена (1965)
- Современное литературоведение США. Споры об Американской литературе (1969)
- Американская трагедия Теодора Драйзера (1971)
- Американская сатирическая проза XX века (1972)
- Life and Work of Walt Whitman (М.: Прогресс, 1976)
- Роман США сегодня (1977)
- Роман США сегодня — на заре 80-х годов (1983, посмертно)

Статьи
- Литературa духовного кризиса [цикл статей] // «Литература и жизнь», 1960, 12, 19, 26 окт.; 11, 16 ноября; 2, 7, 11, 21 дек.
- Поэзия гражданской войны в США // «Вопросы литературы», 1962, № 2;
- Второе рождение Синклера Льюиса // «Звезда», 1964, № 6;